# غاق منقط
غاق منقط (الاسم العلمي: Phalacrocorax punctatus) هو نوع من الطيور يتبع جنس الغاق من الفصيلة الغاقيات.